# Cophogryllus niger
Cophogryllus niger är en insektsart som beskrevs av Lucien Chopard 1930. Cophogryllus niger ingår i släktet Cophogryllus och familjen syrsor. Inga underarter finns listade i Catalogue of Life.